# Alucita compsoxantha
Alucita compsoxantha är en fjärilsart som beskrevs av Edward Meyrick 1924. Alucita compsoxantha ingår i släktet Alucita och familjen mångfliksmott, (Alucitidae). Inga underarter finns listade i Catalogue of Life.